# Турдаш (Хунедоара)
Турдаш (рум. Turdaș) — село у повіті Хунедоара в Румунії. Адміністративний центр комуни Турдаш.
Село розташоване на відстані 281 км на північний захід від Бухареста, 16 км на схід від Деви, 109 км на південь від Клуж-Напоки, 147 км на схід від Тімішоари.

## Населення
За даними перепису населення 2002 року у селі проживала 501 особа.
Національний склад населення села:
| Національність | Кількість осіб | Відсоток |
| -------------- | -------------- | -------- |
| румуни         | 468            | 93,4%    |
| угорці         | 25             | 5,0%     |
| цигани         | 8              | 1,6%     |

Рідною мовою назвали:
| Мова      | Кількість осіб | Відсоток |
| --------- | -------------- | -------- |
| румунська | 496            | 99,0%    |
| угорська  | 5              | 1,0%     |